# Arlon
Arlon (in lussemburghese e tedesco Arel, in vallone Årlon, in neerlandese Aarlen) è un comune della Vallonia in Belgio, di 29 733 abitanti, sito a 185 km al sud-est della capitale, sull'asse ferroviario Bruxelles-Lussemburgo-Strasburgo. È il capoluogo della provincia del Lussemburgo belga; è inoltre un importante centro commerciale e amministrativo; il settore terziario, in particolare l'insegnamento, ha qui delle basi importanti (facoltà universitarie e insegnamento superiore).

## Il comune
Come detto, Arlon è sito in Vallonia, regione abitata dalla comunità francese del Belgio. Vi nasce il fiume Semois.
Il suo CAP è B-6700. Fanno parte del comune i paesi di:
- Autelbas
- Autelhaut
- Barnich
- Bonnert
- Clairefontaine
- Fouches
- Frassem
- Freylange
- Guirsch
- Heckbous
- Heinsch
- Sampont
- Sesselich
- Seymerich
- Sterpenich
- Toernich
- Udange
- Viville
- Waltzing
- Weyler

## Storia
Arlon condivide con Tournai e Tongeren il ruolo di città più antica del Belgio: i Celti vi avevano fondato un insediamento all'incrocio delle vie di comunicazione tra Reims, Treviri e Colonia. Il suo nome sotto i romani era Orolaunum Vicus: rimangono molte vestigia dell'occupazione romana, rinvenute negli scavi e risalenti al I secolo dopo Cristo.
Nel Medioevo il borgo diventò una piazzaforte, retta dapprima da conti e poi da duchi (il cambiamento avvenne con Walerano I di Limburgo). Alla morte del duca Walerano III nel 1226, Arlon passò a suo figlio minore Enrico V di Lussemburgo, e fu quindi posto sotto al dominio del Conte di Lussemburgo.
Nel giugno del 1793, nell'aprile e nel maggio 1794, Arlon fu sede di violenti combattimenti fra le truppe rivoluzionarie francesi e quelle del Sacro Romano Impero.
Nel 1815 Arlon entrò a far parte della Confederazione germanica assieme a tutto il Lussemburgo, ma nel 1839, a seguito del Trattato dei XXIV articoli, proposto dalle grandi potenze nel novembre 1831 e ratificato dai Paesi Bassi e dal Belgio, Arlon passò al neonato Regno del Belgio. In cambio di Arlon, Prussia ed Austria ottennero l'ingresso (puramente nominale) in detta Confederazione del Limburgo orientale.

## Stemma

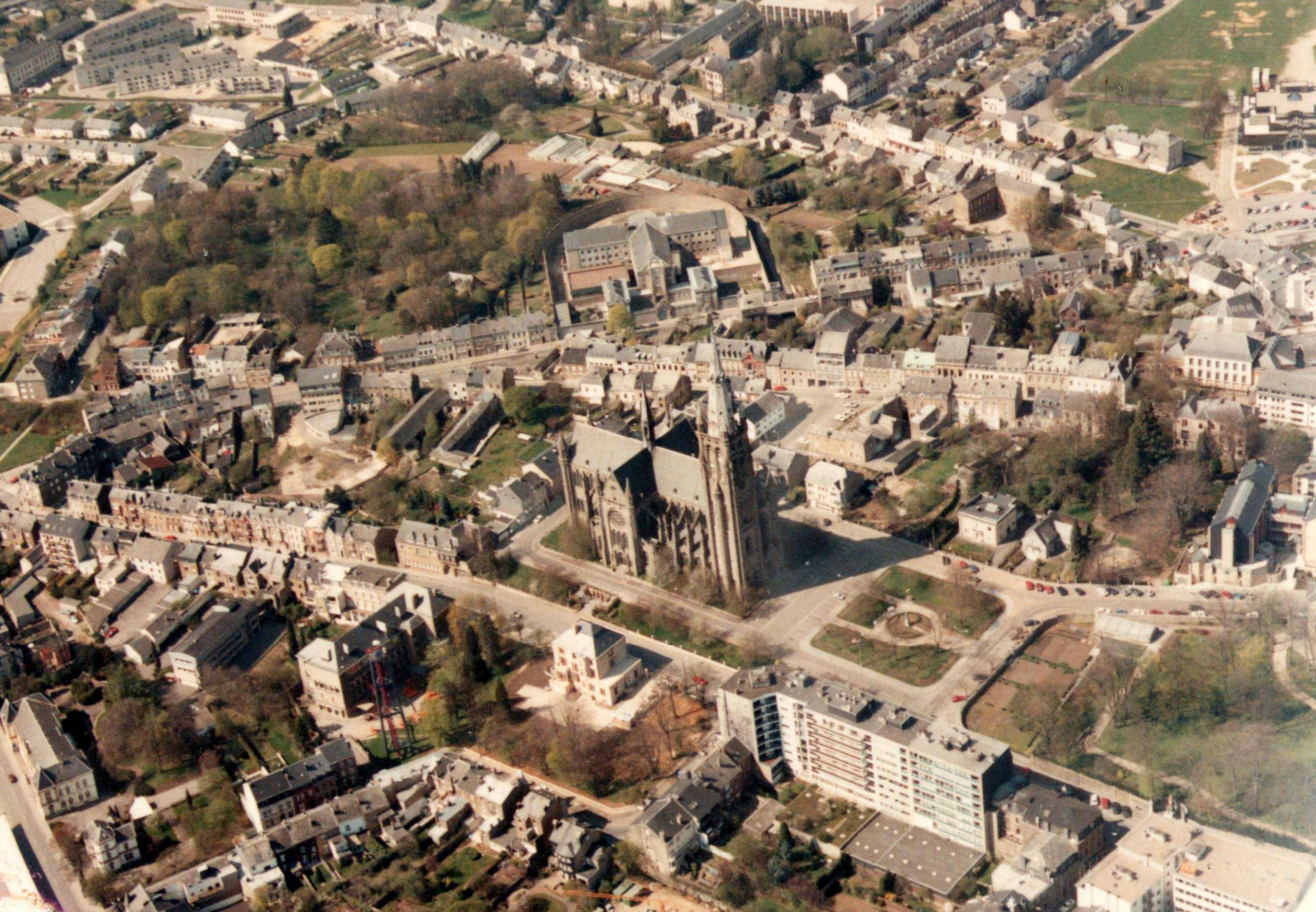
La città e la chiesa di Saint-Martin

Questo stemma è identico a quello dei conti di Lussemburgo, dei quali Arlon fu un possedimento fin dalla metà del XIII secolo. Dal 1848, gli artigli del leone sono dello stesso colore del corpo, in modo da distinguere lo stemma della città da quello del Granducato.

## Monumenti e luoghi d'interesse
La città ospita un museo archeologico ricco di vestigia gallo-romane e il Musée Gaspar, che si concentra sulla storia dell'arte della zona ed è inoltre la sede dell'Istituto archeologico del Lussemburgo e della relativa biblioteca.

### Architetture religiose
- Saint-Donat
- Saint-Martin

## La lingua
- Lingue ufficiali: francese, fiammingo, tedesco
- Lingue indigene della zona: loreno, vallone, lussemburghese

## Amministrazione

### Gemellaggi
Arlon è gemellato con le città di
- Alba
- Bitburg
- Diekirch
- Market Drayton
- Saint-Dié-des-Vosges